# Saccharophagos
Saccharophagos là một chi bướm đêm thuộc họ Erebidae.